# Žiroglavci
Žiroglavci (Enteropneusta) su u klasičnoj sistematici životinjski razred s manje od 100 poznatih vrsta. Ubraja ih se u kojeno polusvitkovce (Hemichordata) i preko njih u drugousti (Deuterostomia), jer im se tijekom embrionalnog razvoja usta razvijaju a ne proizlaze iz "prausta", prvog otvora ranog embrionalnog životnog stadija, gastrule. Njihovo znanstveno ime znači, što izražava i tradicionalno mišljenje da su oni praoblik svitkovaca, u koje spadaju i kralježnjaci.
No, mjesto žiroglavaca u sistematici je danas sporno. Tako se razmatra moguća srodnost žiroglavaca ne samo sa svitkovcima, nego i s bodljikašima (Echinodermata) u koje spadaju na primjer zvjezdače (Asteroidea) i ježinci (Echinoidea). Čak se sve više smatra vjerojatnijim da žiroglavci ne čine monofiletsku skupinu, što znači da oni nisu svi potomci istih zajedničkih predaka.

## Građa i izgled
Tijelo žiroglavaca je meko, crvoliko, i osim grube podjele na tri dijela, nesegmentirano. Veličinom su vrlo različiti, neke vrste su duge samo nekoliko milimetara, dok druge mogu biti duge i 2,5 metra. Boja im je različita, od bijele do tamno ljubičaste.
Među beskralješnjacima, žiroglavci su neobični jer imaju neke osobine koje su tipične za kralježnjake: 
- Njihov živčani sustav satoji se od živčanih vrpci koje se protežu leđnom i trbušnom stranom životinje. U predjelu "glave" i oko crijeva ove dvije živčane vrpce kružno su međusobno povezane a od njih se odvajaju živčane niti koje završavaju u vanjskoj koži. Leđna živčana vrpca smještena je u posebnom naboru. Zbog njegovog nastanka u embrionalnom razvoju ponekad ga se smatra homolognim leđnoj moždini svitkovaca.
- Žiroglavci imaju i do 100 ždrijelnih pukotina koje imaju isto anatomsko porijeklo kao i škrge kod riba. Voda koja im uđe na usni otvor nakon zadržavanja djelića hrane, izlazi iz tijela kroz te pukotine.

## Hrana, životni prostor i rasprostranjenost
Žiroglavci se hrane na dva različita načina: ili kopaju kroz sediment morskog dna, što znači da uzimaju mulj dna i probavljaju u njemu sadržan organski sadržaj (kao kišne gliste), ili filtriraju iz vode sadržane djeliće organske materijekao na primjer alge. Zbog toga žive uglavnom u ili neposredno ispod dijela izloženog plimi i oseci, na ili u morskom dnu (bentos) dijelom i do dubine od 5.000 metara, i tamo često žive u kanalićima u obliku slova U. Samo rijetke vrste žive u otvorenom moru (pelagijal). Žiroglavci žive u svim morskim područjima, od tropa pa sve do u polarna područja. 

## Razmnožavanje
Žiroglavci su odvojenih spolova, no izgledom se gotovo ne razlikuju. Iz oplođenog jajašca najčešće se prvo razvijaju trepetljive larve vrlo slične larvama bodljikaša. Dio životnog ciklusa prije metamorfoze provodi kao plankton hraneći se djelićima hrane koji se zadrže na trepetljikama larve i od tamo se prenose do ustiju. Kod nekih vrsta razvoj se odvija direktno, bez larvenog stadija.

## Drugi projekti i vanjske poveznice
- Taksonomija žiroglavaca  Arhivirana inačica izvorne stranice od 1. rujna 2006. (Wayback Machine) (engleski)
- Filogeneza žiroglavaca (engleski)

|  | Zajednički poslužitelj ima još gradiva o temi Žiroglavci |
|  | Wikivrste imaju podatke o taksonu Žiroglavcima           |